# یرژی کالیشفسکی
یرژی کالیشفسکی (لهستانی: Jerzy Kaliszewski؛ ‏ ۸ ژوئن ۱۹۱۲ – ۳۱ مهٔ ۱۹۹۰) بازیگر، کارگردان نمایش و کارگردان فیلم اهل لهستان بود.
از فیلم‌هایی که وی در آن‌ها نقش داشته است، می‌توان به سرنوشت‌های لهستانی، جوانی شوپن، لهستان بازسازی‌شده، سربازان آزادی، قماری بالاتر از زندگی و دکتر مورک اشاره نمود.
وی همچنین برندهٔ جوایزی همچون صلیب پارتیزان شده‌است.